# Nevele
Nevele és un antic municipi belga de la província de Flandes Oriental a la regió de Flandes. L'1 de gener de 2019 va fusionar amb Deinze per formar un municipi nou que va prendre el nom administratiu de Deinze.

## Seccions
| #   | Nom       | Extensió | Població |
| --- | --------- | -------- | -------- |
| I   | Nevele    | 13,86    |          |
| II  | Hansbeke  | 9,83     |          |
| III | Merendree | 10,94    |          |
| IV  | Landegem  | 8,48     |          |
| V   | Poesele   | 2,52     |          |
| VI  | Vosselare | 6,27     |          |

## Evolució demogràfica
- Font:NIS
- 1977: annexió de Hansbeke, Landegem, Merendree, Poesele i Vosselare (+38,03 km² i 7.835 habitants)

## Situació
- a. Lovendegem
- b. Drongen (Gant)
- c. Sint-Martens-Leerne (Deinze)
- d. Bachte-Maria-Leerne (Deinze)
- e. Meigem (Deinze)
- f. Lotenhulle (Aalter)
- g. Bellem (Aalter)
- h. Zomergem

## Personatges il·lustres
- Cyriel Buysse (1859-1932), escriptor
- Rosalie Loveling (1834-1875), escriptora
- Virginie Loveling (1836-1923), escriptora
- Erwin Mortier (1965), escriptor
- Eddy Planckaert, ciclista